# Lalla Ruqaya Al Amrani
Lalla Ruqaya Al Amrani, död 1902, var hustru till sultan Hassan I av Marocko (regent 1873–1894) och mor till sultan Abdelaziz av Marocko (regent 1894-1908). 
Hon var född i en inflytelserik marockansk muslimsk familj och syster till Sharif Moulay Abdelslem Al Amrani. Hon betraktades som en framstående lärd i studier av koranen. 
Lalla Ruqaya blev Hassan I:s favorithustru under hans sista år vid makten. När hennes son efterträdde sin far 1894 var han minderårig. Det var omöjligt för Lalla att bli regent på grund av hennes kön, och förmyndarregeringen sköttes istället av visiren Ba Ahmed, som var regent 1894-1900. Lalla Ruqaya hade dock ett stort inflytande över sin son och fungerade i praktiken som hans rådgivare, något som blev särskilt viktigt när han blev myndig år 1900. Hon gav honom rådet att reformera regeringsapparaten i enlighet med moderna västerländsk standard och utse el-hadj el Mokhtar ben Ahmed. Projektet misslyckades dock till slut när hennes son blev trött på kritiken och år 1901 avskedade el-hadj el Mokhtar ben Ahmed.